# NGC 2586
NGC 2586 – gwiazda potrójna znajdująca się w gwiazdozbiorze Hydry. Skatalogował ją Frank Muller w 1886 roku jako obiekt typu „mgławicowego”. Identyfikacja obiektu jest prawie pewna, mimo to niektóre źródła, np. baza SIMBAD, jako NGC 2586 identyfikują galaktykę MCG-01-22-012 (PGC 23603).